# OpenMoko
Openmoko, Inc. – tajwańska firma tworząca przenośne urządzenia Open Hardware i oprogramowanie FLOSS do tych urządzeń.
Openmoko – system operacyjny FLOSS dla smartfonów.

## Smartfony Neo
Pierwszym urządzeniem z platformą OpenMoko jest wyprodukowany przez firmę FIC telefon Neo1973. Pierwsza wersja urządzenia jest dostępna dla wybranych programistów od lutego 2007. Od lipca 2007 jest możliwe zakupienie deweloperskiej wersji telefonu – w cenie 300 dolarów amerykańskich. 4 lipca 2008 wszedł do masowej sprzedaży następca Neo1973 - Neo Freerunner, który z założenia ma nadawać się do obsługi przez zwykłego użytkownika.
Twórcy wierzą, że dzięki pierwszemu telefonowi, całkowicie opartemu na Otwartym Oprogramowaniu, zrewolucjonizują rynek urządzeń telekomunikacyjnych. Chcą, aby projekt ten był na miarę pierwszego projektu telefonu komórkowego. „Neo” w nazwie urządzenia znaczy „nowy”, a 1973 – jest rokiem, w którym dr Marty Cooper, wynalazca telefonu komórkowego, wykonał pierwsze połączenie.
Sprzęt dla platformy OpenMoko jest realizowany jako Open Hardware, czyli analogicznie do idei FLOSS.

### Openmoko Linux
Dystrybucja Om, tworzona przez Openmoko i przeznaczona do smartfonów Neo, powstaje w oparciu o platformę OpenEmbedded systemu operacyjnego GNU/Linux. Obecnie przestała być rozwijana i większą popularność osiągają dystrybucje tworzone przez społeczność, np. SHR.

#### Jądro
Linux 2.6.24

#### Użytkowe
- X.Org Server 7.1
- Matchbox – menedżer okien
- GTK+ 2.6.10 / Portowane na Qt
- Evolution Data Server

### Neo1973 (GTA01)
Model przeznaczony dla deweloperów.
1. CPU: 266 MHz Samsung s3c2410 SoC
2. RAM: 128 MB SDRAM
3. Pamięć: 64 MB Flash
4. GSM: Tri-band GSM 900/1800/1900

### Neo FreeRunner (GTA02)
Telefon dla użytkowników końcowych: 
1. CPU 400/500 MHz Samsung 2442B Processor/SOC (400 minimum)
2. Ram 128MB SDRAM
3. Pamięć 256MB NAND Flash, dodatkowo wymienna karta microSD o wielkości od 64MB do 8GB
4. GPU SMedia 3362 2D/3D Graphics Accelerator
5. LCD Topploy VGA; 2.8” 480 x 640 pikseli, 16 bit głębia kolorów
6. Sterowanie Dotykowy ekran oraz 2 przyciski funkcyjne + 2 Akcelerometry 3D
7. GPS Zimny start: 40 sek typowo dla -130 dBm, 60 sek max. Antena wew. urządzenia
8. GSM 850/1800/1900 albo 900/1800/1900 MHz (w zależności od rejonu świata)
9. Bluetooth 2.0, CSR BC4
10. Łącza USB mini z funkcją slave, host oraz ładowania telefonu, stereo minijack do zestawu słuchawkowego, złącze anteny zew.

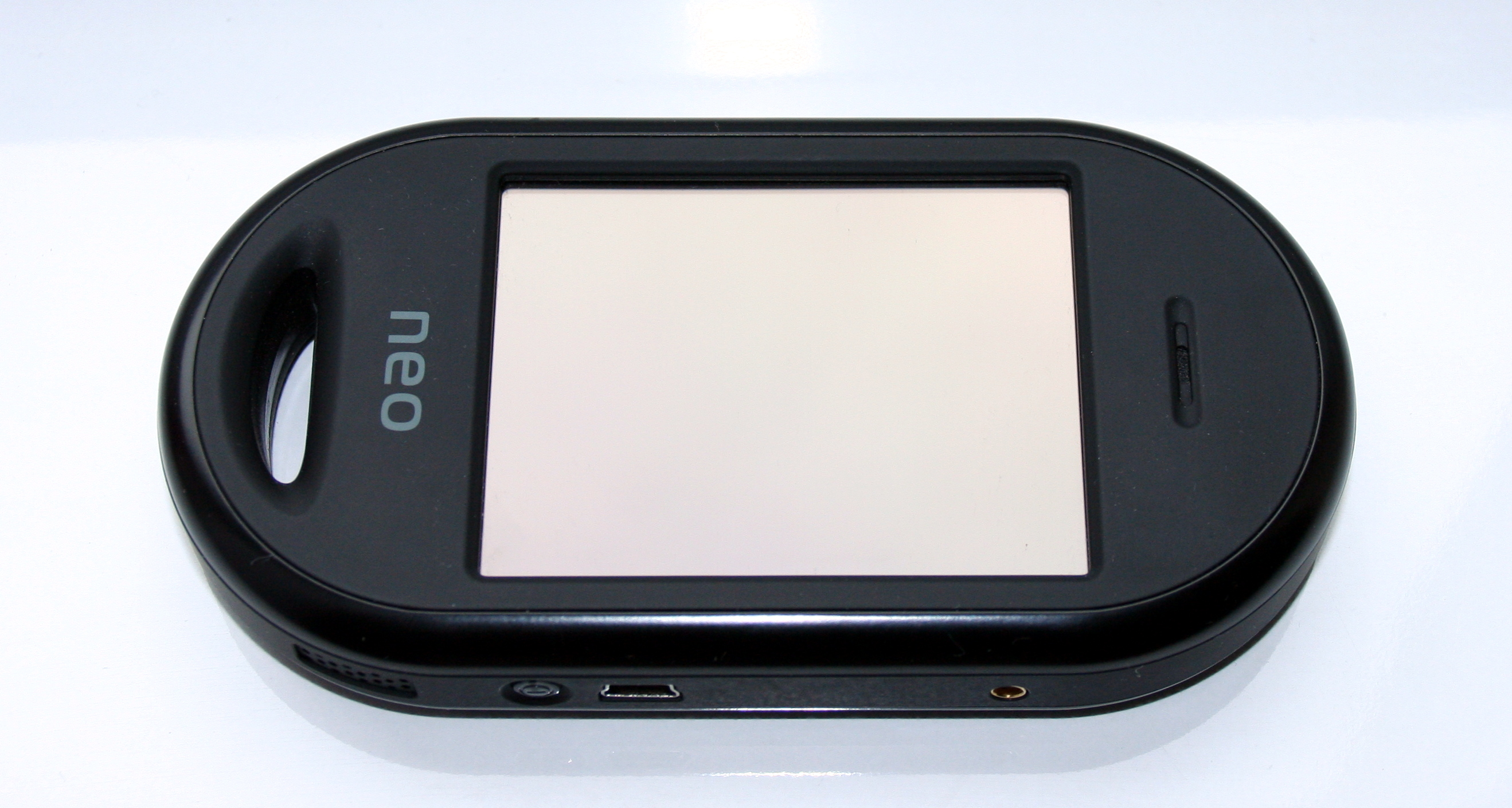
Freerunner GTA02
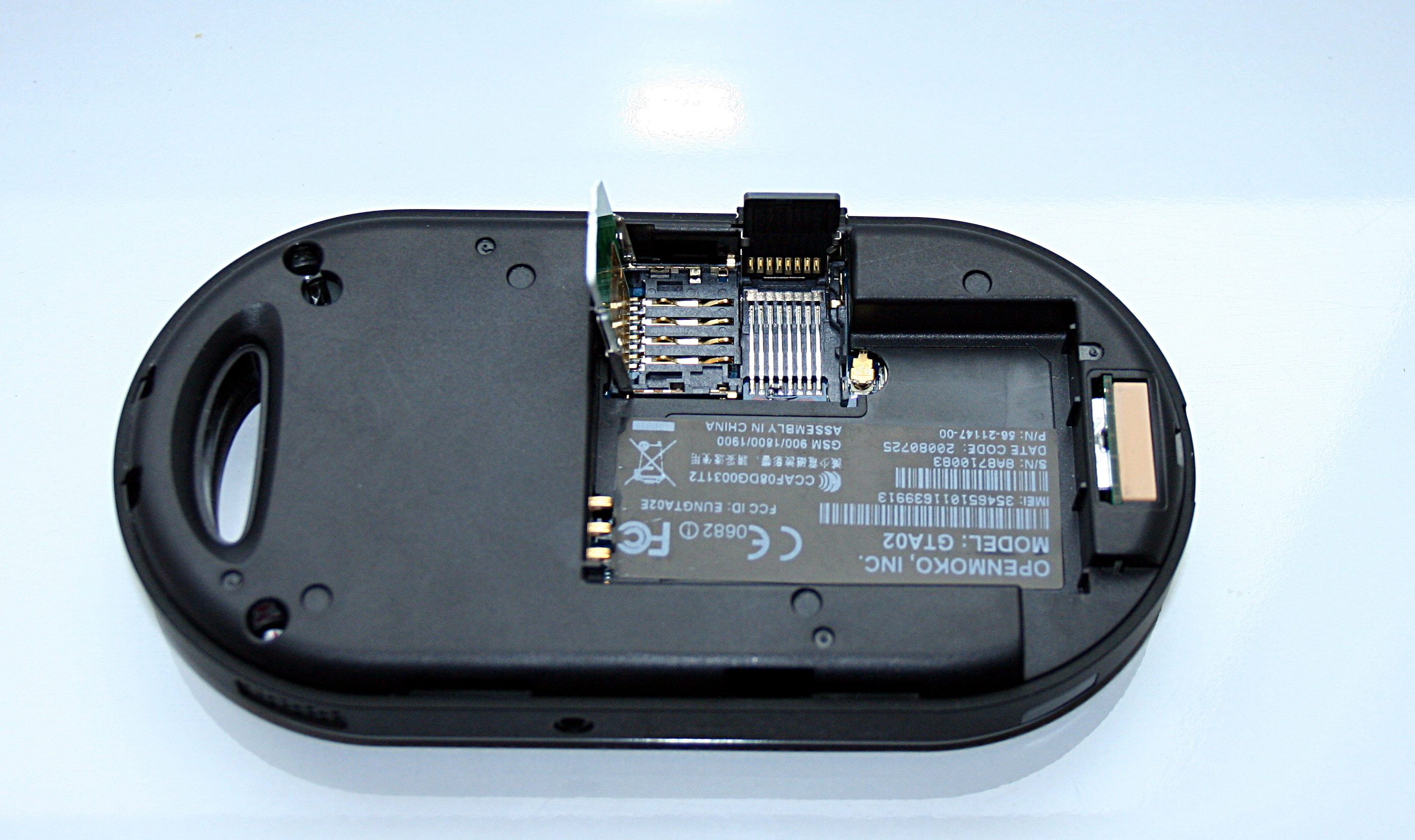
Poprawka sprzętowa (kondensator) redukująca zakłócenia sygnału GPS podczas dostępu do karty Micro-SD.

### Planowane urządzenia
Openmoko planowało wydanie 3D7K (przemianowane GTA03), wyposażonego w szybszy SoC i aparat fotograficzny, jednak projektowanie zostało porzucone.

## WikiReader
Przenośny czytnik Wikipedii korzystający z danych zapisanych na karcie pamięci, dzięki czemu nie wymaga połączenia z Internetem.